# トム・フランクリン (ラグビー選手)
トム・フランクリン（Tom Franklin、1990年8月11日 - ）は、トップ14セクシオン・パロワーズに所属するラグビー選手。

## プロフィール
- ニュージーランド・オポティキ出身。
- ポジションはロック(LO)。
- 身長 200cm、体重 110kg
- オールブラックスのバックアップメンバーに選ばれたことがある[1]。
- マオリ・オールブラックスに数度選出され、日本やフィジーに遠征している[2]。

## 来歴
オタゴ、ハイランダーズ、ベイ・オブ・プレンティを経て、2018年、神戸製鋼コベルコスティーラーズ(現・コベルコ神戸製鋼スティーラーズ)に加入。同年8月31日に行われたジャパンラグビートップリーグ第1節のNTTコミュニケーションズシャイニングアークス戦にて先発出場で日本での公式戦初出場を果たす。
2020年、神戸製鋼コベルコスティーラーズの共同主将に就任した。
2021年、サンディエゴ・リージョンに加入。
2022年、腰の治療が完治に至らず現役を引退した。同年12月、サンディエゴ・リージョンで現役復帰。
その後タラナキ、フォースを経て、2024年、ポーに加入。

## 受賞歴
- 2018-19トップリーグベスト15